# San Manuel (Isabela)
San Manuel (Filipino: Bayan ng San Manuel) ist eine philippinische Stadtgemeinde in der Provinz Isabela, Verwaltungsregion II, Cagayan Valley. Sie hat 31.896 Einwohner (Zensus 1. August 2015), die in 19 Barangays lebten. Sie wird als Gemeinde der vierten Einkommensklasse auf den Philippinen und als teilweise urbanisiert eingestuft.
San Manuel liegt im westlichen Teil der Provinz, am Fuß des Gebirgsmassives der Cordillera Central, im Tal des Cagayan-Rivers. Sie liegt 370 km nördlich von Manila und ist über den Marhalika Highway erreichbar. Der nächste Flughafen liegt in Cauayan City, dieser wird von der Fluglinie Cebu Pacific viermal die Woche angeflogen. Ihre Nachbargemeinden sind Aurora im Süden, Burgos im Osten, Alfonso Lista im Westen, Roxas im Norden.

## Baranggays
| - Agliam - Babanuang - Cabaritan - Caraniogan - District 1 - District 2 - District 3 - District 4 - Eden - Malalinta | - Mararigue - Nueva Era - Pisang - San Francisco - Sandiat Centro - Sandiat East - Sandiat West - Santa Cruz - Villanueva |